# David Naughton
David Naughton est un acteur et chanteur américain né le 13 février 1951 à Hartford (Connecticut).

## Filmographie

### Cinéma
- 1980 : Une nuit folle, folle (Midnight Madness) , de Michael Nankin et David Wechter : Adam
- 1981 : Separate Ways, de Howard Avedis : Jerry Lansing
- 1981 : Le Loup-garou de Londres (An American Werewolf in London), de John Landis : David Kessler
- 1984 : Hot Dog... The Movie, de Peter Markle : Dan O'Callahan
- 1984 : Not for Publication, de Paul Bartel : Barry Denver
- 1986 : The Boy in Blue, de Charles Jarrott : Bill
- 1986 : Separate Vacations, de Michael Anderson : Richard Moore
- 1987 : Kidnapping (Kidnapped), de Howard Avedis : Détective Vince McCarthy
- 1987 : Ti presento un'amica, de Francesco Massaro : Mauro
- 1989 : Desert Steel, de Glenn Gebhard : Zach
- 1989 : The Sleeping Car, de Douglas Curtis : Jason McCree
- 1991 : Cœur d'acier (Steel and Lace), de Ernest D. Farino : Dunn
- 1993 : Wild Cactus, de Jag Mundhra : Philip Marcus
- 1993 : Amityville : Darkforce (Amityville: A New Generation) (vidéo), de John Murlowski : Dick Cutler
- 1994 : Caribbean Kill, de John Cadenhead
- 1994 : Beanstalk, de Michael Davis : Mr. Ladd
- 1995 : Ice Cream Man, de Paul Norman : Martin Cassera
- 1995 : Mirror, Mirror III: The Voyeur, de Rachel Gordon et Virginia Perfili : Détective Kobeck
- 1995 : L'Oiseau porte-bonheur (The Adventures of Black Feather), de Steve Kroschel : Professeur Byrd
- 1996 : Urban Safari, de Reto Salimbeni : Joe Johnson
- 2000 : Little Insects, de Gregory Gieras : Buzz (voix)
- 2001 : A Crack in the Floor, de Sean Stanek et Corbin Timbrook
- 2001 : Flying Virus, de Jeff Hare : Dr. Stephen North

### Télévision
- 1976 : The Other Side of Victory
- 1979 : Makin' It (série) : Billy Manucci
- 1982 : Les vampires n'existent pas (Desire, the Vampire) : David Balsiger
- 1983 : At Ease (en) (série ) : Pfc. Tony Baker
- 1984 : Miss muscles (Getting Physical) : Mickey Ritter
- 1988 : Goddess of Love (en) : Ted Beckman
- 1989 : La Cinquième Dimension : John Selig
- 1990 : Overexposed : Phillip
- 1991 : MacGyver (saison 7, épisode 1 "Un grand-père pas comme les autres") : LaManna
- 1993 : Petits cauchemars avant la nuit (Body Bags), de John Carpenter et Tobe Hooper : Pete (segment The Gas Station)
- 1993 : Basic Values: Sex, Shock & Censorship in the 90's : Brad
- 1998 : Chance of a Lifetime : Art Haber
- 2001 : Out of the Wilderness
- 2005 : Mystery Woman: Sing Me a Murder : Steven
- 2019 : Coup de foudre au bal de Noël (Rediscovering Christmas) de Colin Theys : Harry